# Traunstein
La ciutat de Traunstein és una ciutat d'Alemanya, situada a l'Alta Baviera, entre les ciutats de Múnic i Salzburg, es troba a uns 10 km al sud-est del llac Chiemsee i a 15 km al nord dels alps. La seva posició geogràfica és de 47° 53′ N; 12° 39′ E.
L'àrea metropolitana ocupa 48,53 km². Al 31 de desembre de 2004 constaven 18.376 habitants.
Traunstein és la capital de la seva comarca, a més a més d'un centre econòmic i administratiu, seu del Jutjat de Traunstein.

## Història
Traunstein és citat per primera vegada el 1245. Des del 1275 pertany a l'Estat de Baviera (abans pertanyia a la regió de Salzburg). Durant anys el producte més important de la regió era la sal, degut a la construcció d'un conducte d'aigües salines des de Bad Reichenhall el 1616.
Traunstein no va notar substancialment els efectes de la Guerra dels 30 anys, però va ser ocupada per tropes austríaques el 25 i el 26 de juliol de 1704 en el context de la Guerra de Successió Espanyola. En el transcurs d'aquesta ocupació es va produir un incendi que va arrasar bona part de la ciutat. L'aspecte medieval va desaparèixer en ser reconstruït el centre de la ciutat.
Per raons desconegudes la nit del 25 al 26 d'abril de 1851 gairebé la totalitat de la ciutat va ser destruïda per un altre incendi. Més de 100 cases, a més a més de l'Ajuntament, el Jutjat, la Hisenda, l'Església i les torres i murs de la ciutat, van cremar. De nou es va haver de reconstruir la ciutat en pocs anys.
El 1912es va deixar d'explotar l'última salina que quedava a la zona de Traunstein. Durant la Primera Guerra Mundial va ser la seu de camps d'internament de presoners de guerra, i durant la Segona Guerra Mundial va rebre dos atacs aeris per part dels bombarders de les forces aliades.

## Llocs d'interès turístic
- Restes de la muralla de la ciutat
- Museu etnològic
- Galeria municipal d'art
- Salinenkapelle St. Rupertus (església amb importants pintures de principis del barroc)